# Pterula thindii
Pterula thindii är en svampart som beskrevs av Khurana 1980. Pterula thindii ingår i släktet Pterula och familjen mattsvampar.   Inga underarter finns listade i Catalogue of Life.